# Thierry Champion
Thierry Champion (n. 31 de agosto de 1966) es un exjugador de tenis francés.
En su carrera ha conquistado 1 torneo a nivel ATP y su mejor posición en el ranking de individuales fue Nº44 en agosto de 1991. En el 1991 llegó a cuartos de final de Wimbledon.